# AT&T Center (San Luis)
One AT&T Center (anteriormente One SBC Center y One Bell Center) es un edificio de 44 pisos en 909 Chestnut Street en Gateway Mall, en el centro de la ciudad de San Luis, en el estado de Misuri (Estados Unidos). Es el edificio más grande de Misuri por área con 130.000 m². El edificio está actualmente completamente desocupado y fue adquirido por nuevos propietarios en 2019.
El edificio fue construido para reemplazar el Southwestern Bell Building como sede mundial de Southwestern Bell. Sin embargo, en una serie de fusiones, la sede se trasladó a San Antonio, Texas y luego pasó a llamarse AT&T.
En 2006, Inland American Real Estate Trust, una subsidiaria del Inland Real Estate Group en Chicago, compró el edificio por $ 205 millones. AT&T luego firmó un contrato de arrendamiento de 10 años para ser el único inquilino.
En un momento, 4.800 empleados de AT&T trabajaron en el edificio, pero ese número se redujo a través de despidos, subcontratación y teletrabajo a aproximadamente 2.000. En septiembre de 2013, AT&T anunció que desalojaría el edificio durante los próximos 12 meses, aunque el contrato de arrendamiento del edificio se extiende hasta 2017.